# Raphael Kühner
Raphael Kühner, né le 22 mars 1802 à Gotha dans le duché de Saxe-Gotha-Altenbourg et mort le 16 avril 1878 à Hanovre (Empire allemand), est un philologue et pédagogue allemand. Il a traduit aussi des œuvres de Cicéron et Xénophon.

## Biographie
Raphael Kühner est le fils de Johann Christian Kühner, peintre de la cour du duché et conservateur de la collection ducale. Après avoir étudié au Gymnasium Illustre de Gotha , jusqu'en 1821, il étudie les lettres classiques (philologie classique) à l'université de Göttingen. Après avoir reçu sa promotion du doctorat, il est nommé en 1825 professeur de lycée au lycée (Lyzeum) de Hanovre. Plus tard, il en est recteur (représentant des enseignants). Il prend sa retraite en 1863 et fait partie de la Société savante de Francfort.
Kühner est l'auteur de nombreux travaux sur la grammaire du grec ancien et du latin. Parmi les plus importants, l'on peut citer Ausfürliche Grammatik der griechischen Sprache et Ausführliche Grammatik der lat. Sprache. Ses ouvrages étaient répandus dans tout le système classique allemand des lycées (Gymnasium).
Les grammaires élémentaires de Kühner, aussi bien la latine que la grecque, furent traduites en russe, notamment par Kaetan Kossovitch et Apollon Popov, publiées et rééditées de nombreuses fois par Glazounov ; leur particularité est la combinaison de l'ensemble du cours élémentaire avec des articles à traduire, un lecteur et un dictionnaire. Ces manuels étaient fort répandus dans l'enseignement secondaire classique russe avant 1917.
Sa grande grammaire grecque Ausführliche Grammatik der griechischen Sprache (deux volumes, 1834-1835), fut traduite en anglais par William Edward Jelf (1842-1845) et répandue dans les public schools anglaises. Elle a été aussi traduite en suédois.

## Quelques publications
- Ausführliche Grammatik der griechischen Sprache, 2 Bde., Hannover: Hahn 1834–1835; 2. Bearbeitung 1869–1871.
- Elementargrammatik der griechischen Sprache, 29. Auflage, Hannover: Hahn 1877.
- Ausführliche Grammatik der lateinischen Sprache, 2 Bde., Hannover: Hahn 1877–1879.
- Elementargrammatik der lateinischen Sprache mit eingereihten lateinischen und deutschen Übersetzungsaufgaben und einer Sammlung lateinischer Lesestücke nebst den dazugehörigen Wörterbüchern, 50. Auflage, Hannover: Hahn 1919.
- Kurzgefaßte Schulgrammatik der griechischen Sprache für die unteren und oberen Gymnasialklassen, 6. Auflage, Hannover: Hahn 1881.
- Kurzgefaßte Schulgrammatik der lateinischen Sprache, 4. Auflage, Hannover: Hahn 1880.
- Versuch einer neuen Anordnung der griechischen Syntax, Hannover: Hahn 1829.
- Sämtliche Anomalien des griechischen Verbum, Hannover: Hahn 1831.
- Lateinische Vorschule, 18. Auflage, Hannover: Hahn 1842.
- Anleitung zum Übersetzen aus dem Deutschen in das Lateinische, Hannover: Hahn 1842.
- Anleitung zum Übersetzen aus dem Deutschen und Lateinischen in das Griechische, Hannover: Hahn 1846–1847.